# Raïon de Baranavitchy
Le raïon de Baranavitchy (en biélorusse : Баранавіцкі раён, Baranavitski raïon) ou raïon de Baranovitchi (en russe : Барановичский район, Baranovitchski raïon) est une subdivision de la voblast de Brest, en Biélorussie. Son centre administratif est la ville de Baranavitchy, qui ne fait pas partie du raïon.

## Géographie
Le raïon couvre une superficie de 2 202,32 km2, dans le nord de la voblast. Le raïon de Baranavitchy est limité au nord par la voblast de Hrodna ou Grodno (raïon de Navahroudak), à l'est par la voblast de Minsk (raïon de Niasvij), au sud par le raïon de Liakhavitchy et le raïon d'Ivatsevitchy, et à l'ouest par la voblast de Hrodna (raïon de Slonim).

## Histoire
Le territoire actuel du raïon de Baranavitchy devint russe à l'occasion de la troisième partition de la Poogne, en 1795. Il repassa sous la souveraineté de la Pologne après la guerre russo-polonaise de 1920. Après l'entrée de l'Armée rouge en Biélorussie occidentale, le 17 septembre 1939, la région fut annexée par l'Union soviétique et incorporée à la République socialiste soviétique de Biélorussie. Le 15 janvier 1940, deux raïons furent créés : le raïon de Novomych et le raïon de Gorodichtche (en russe : Городище) ou Haradzichtcha (en biélorusse : Гарадзішча). Après la libération de la région de l'occupation allemande, en juillet 1944, les raïons créés en 1940 furent rétablis. Le 8 janvier 1954, ils furent rattachés à la voblast de Brest. Le 20 mai 1954, le centre administratif du raïon de Novomych fut transféré à Baranovitchy et le raïon lui-même renommé raïon de Baranovitchi. En 1962, le raïon s'agrandit avec l'incorporation du territoire du raïon de Haradzichtcha, au nord. Ses limites n'ont plus changé depuis.

## Population

### Démographie
Les résultats des recensements (*) depuis 1959 montrent une diminution régulière de la population de ce raïon rural, alors que la ville de Baranavitchy, qui n'en fait pas partie, a au contraire connu une forte croissance.
| 1959*  | 1970*  | 1979*  | 1989*  | 1999*  | 2009*  |
| ------ | ------ | ------ | ------ | ------ | ------ |
| 83 638 | 72 662 | 63 035 | 54 959 | 49 576 | 41 902 |

### Nationalités
Selon les résultats du recensement de 2009, la population du raïon se composait de quatre nationalités principales :
- 86,9 % de Biélorusses ;
- 5,9 % de Polonais ;
- 5,2 % de Russes ;
- 1,1 % d'Ukrainiens.

### Langues
En 2009, la langue maternelle était le biélorusse pour 81,6 % des habitants du raïon de Baranavitchy et le russe pour 16,6 %. Le biélorusse était parlé à la maison par 64,8 % de la population et le russe par 32,8 %.